# November 22.
November 22. az év 326. (szökőévben 327.) napja a Gergely-naptár szerint. Az évből még 39 nap van hátra.
Névnapok: Cecília + Áprilka, Cecilla, Célia, Cicelle, Cilla, Csilla, Filemon, Seila, Sejla, Zéta

## Fontosabb események
- 0498 – Szümmakhosz pápa trónra lép.
- 0602 – Phókasz trónbitorló bizánci császár, Maurikiosz császár tisztje elkezdi uralkodását.
- 1318 – A magyar főpapok panaszt emelnek XXII. János pápánál, mert I. Károly király a győri várat tartozékaival együtt elvette a püspököktől, és a világiaknak adományozta.
- 1497 – Vasco da Gama megkerüli a Jóreménység fokát.
- 1613 – Bethlen Gábor bevonul Nagyszebenbe.
- 1617 – Musztafát az Oszmán Birodalom 15. szultánjává kiáltják ki.
- 1830 – A Belga Nemzetgyűlés kikiáltja Belgium függetlenségét és az ország államformáját alkotmányos monarchiaként határozza meg.
- 1906 – Az SOS-t hivatalos nemzetközi segélykérő jelzéssé nyilvánítja a Nemzetközi Rádió-távírási Konvenció (International Radio Telegraphic Convention) Berlinben.
- 1906 – Pjotr Sztolipin orosz kormányfő rendelete lehetővé teszi a parasztok számára, hogy kiváljanak az obscsinából (a „sztolipini agrárreform” kezdete).
- 1928 – Párizsban bemutatják Maurice Ravel Bolero című művét.
- 1934 – A Népszövetségben Belgrád megvádolja Magyarországot az I. Sándor elleni királygyilkosságban való részvétellel.
- 1943 – Libanon függetlenné válik Franciaországtól.
- 1942 – Sztálingrádnál a szovjet túlerő bekeríti a 6. német hadsereget.
- 1943 – Franklin D. Roosevelt amerikai elnök, Winston Churchill angol miniszterelnök és Csang Kaj-sek, kínai párt és állami vezető a Kairói találkozón megegyeznek Japán háború utáni sorsáról.
- 1949 – Kezdetét veszi a Standard-per, melyben hamis vádak alapján kivégzik Geiger Imrét, a Standard vezérigazgatóját és Radó Zoltánt, a Nehézipari Minisztérium főosztályvezetőjét, a többiek, így Kozma László későbbi egyetemi tanár megússzák kisebb-nagyobb börtönbüntetéssel.
- 1956 – Melbourne-ben megkezdődnek a XVI. nyári olimpiai játékok rendezvényei.
- 1963 – Merénylet John Fitzgerald Kennedy, az Egyesült Államok 35. elnöke ellen Dallasban (Texas). A hivatalos verzió szerint Lee Harvey Oswald lőtte le.
- 1963 – Lyndon B. Johnson az USA 36. elnöke lesz.
- 1975 – Megkoronázzák János Károly spanyol királyt.
- 1977 – Megindul Európa (Párizs és London) és New York között a szuperszonikus polgári légiforgalom a Concorde gépekkel.
- 1985 – Felavatják az M5 autópálya első szakaszát, mely Budapestet és Ócsát köti össze.
- 1990 – Tiszaújváros felvette mai nevét Tiszaszederkény és Leninváros neve után.
- 2004 – Hivatalba lép az Európai Bizottság, más néven az első Barroso-bizottság.
- 2005 – Az ukrán kormány rendeletével elfogadta azt a nemzetközi megállapodást, amelynek alapján Ukrajna és Szlovákia államhatárán átkelő nyílik.
- 2005 – Angela Merkelt választják hivatalosan Németország kancellárjává.
- 2006 – A Malév hivatalos meghívást kap a oneworld szövetségbe.

## Születések
- 1428 – Richard Neville, Warwick 16. grófja, angol nemesember, becenevén „a királycsináló”, Neville Anna angol királyné édesapja, III. Richárd angol király apósa († 1471)
- 1604 – Ifj. Petrus de Jode flamand rézmetsző és kiadó († 1674)
- 1635 – Francis Willughby angol ornitológus és ichthiológus († 1672)
- 1710 – Wilhelm Friedemann Bach német orgonista, zeneszerző († 1784)
- 1728 – Károly Frigyes badeni nagyherceg († 1811)
- 1820 – Nemeskéri Kiss Miklós 48-as honvéd ezredes, emigráns politikus († 1902)
- 1853 – Éhen Gyula magyar ügyvéd, lapszerkesztő, író, Szombathely polgármestere, országgyűlési képviselő († 1932)
- 1869 – André Gide Nobel-díjas francia író, esszéista († 1951)
- 1877 – Ady Endre magyar költő († 1919)
- 1877 – Joan Gamper svájci labdarúgó, klubelnök, az FC Barcelona alapítója († 1930)
- 1881 – Révay József Baumgarten-díjas magyar író, irodalomtörténész, műfordító, klasszika-filológus, egyetemi tanár († 1970)
- 1885 – Ferenczy Valér magyar festőművész, grafikus († 1954)
- 1890 – Charles de Gaulle francia tábornok, Franciaország köztársasági elnöke († 1970)
- 1893 – Lazar Moiszejevics Kaganovics ukrán zsidó származású  bolsevik forradalmár, népbiztos, szovjet kommunista politikus, az SZKP PB tagja, miniszterelnök-helyettes († 1991)
- 1896 – Tóth Böske magyar színésznő  († 1979)
- 1901 – Joaquín Rodrigo spanyol klasszikus zeneszerző, zongoraművész († 1999)
- 1903 – ifj. Latabár Árpád magyar színész († 1961)
- 1905 – Arma Paul (er. neve Weisshaus Imre), magyar származású francia zeneszerző, zongoraművész, zene-etnológus († 1987)
- 1909 – Mihail Leontyjevics Mil szovjet mérnök, helikopter-tervező († 1970)
- 1913 – Benjamin Britten angol zeneszerző († 1976)
- 1922 – Eugene Stoner amerikai mérnök, fegyvergyáros, az M-16 gépkarabély alkotója († 1997)
- 1923 – Bodolay Géza magyar irodalomtörténész († 2002)
- 1924 – Geraldine Page Oscar-díjas amerikai színésznő († 1987)
- 1925 – Gyertyán Ervin József Attila-díjas magyar író, Balázs Béla-díjas filmesztéta, irodalomtörténész († 2011)
- 1929 – Görgey Gábor Kossuth- és József Attila-díjas magyar író, költő, műfordító, politikus († 2022)
- 1932 – Robert Vaughn amerikai színész  († 2016)
- 1934 – Jackie Pretorius (Jacobus Johannes Pretorius) dél-afrikai autóversenyző († 2009)
- 1940 – Szersén Gyula Jászai Mari-díjas magyar színész († 2021)
- 1940 – Terry Gilliam amerikai születésű brit filmrendező, a Monty Python-csoport tagja
- 1950 – Lengyel László magyar közgazdász, publicista, politológus, az ELTE ÁJK Politikatudományi Intézetének egyetemi docense
- 1950 – Steven Van Zandt, amerikai zenész, színész
- 1953 –  Vojnich Erzsébet magyar festőművész
- 1958 – Jamie Lee Curtis amerikai színésznő
- 1961 – Mariel Hemingway amerikai színésznő, Ernest Hemingway unokája
- 1962 – Cso Szumi dél-koreai opera-énekesnő (szoprán)
- 1965 – Mads Mikkelsen dán színész
- 1967 – Boris Becker német teniszező
- 1967 – Alföldi Róbert Jászai Mari-díjas magyar színész, színházi rendező
- 1967 – Mark Ruffalo amerikai színész
- 1972 – Kéri Kitty magyar színésznő
- 1974 – Borovics Tamás magyar színész
- 1978 – Kokas Katalin Liszt Ferenc-díjas magyar hegedűművész
- 1978 – Francis Obikwelu portugál atléta
- 1978 – Mélanie Doutey francia színésznő
- 1976 – Ville Valo finn zeneszerző, zenész és énekes
- 1979 – Raúl Arévalo spanyol színész
- 1980 – Jaroszlav Ribakov orosz atléta (magasugró)
- 1983 – Huszár Erika magyar rövidpályás gyorskorcsolyázó
- 1984 – Scarlett Johansson amerikai színésznő
- 1987 – Martti Aljand észt úszó
- 1987 – Marouane Fellaini belga labdarúgó
- 1989 – Elliot Hilton angol műkorcsolyázó
- 1989 – Chris Smalling angol labdarúgó
- 1994 – Dacre Montgomery ausztrál színész
- 2002 – Brandon Miller amerikai kosárlabdázó

## Halálozások
- 1286 – V. Erik dán király Dánia királya 1259–1286 között. I. Kristóf fia, IV. Erik unokaöccse (* 1249)
- 1390 - Toldi Miklós (* 1320)
- 1600 – Lucas Unglerus erdélyi szász evangélikus püspök (* 1526)
- 1617 – I. Ahmed az Oszmán Birodalom 14. szultánja (* 1590)
- 1718 – Feketeszakáll a rettegett kalóz (* 1680 körül)
- 1819 – Baróti Szabó Dávid jezsuita szerzetes, költő, nyelvújító, később világi pap és tanár (* 1739)
- 1853 – Cservényi Alajos piarista rendi tanár, költő (* 1790)
- 1878 – Rózsa Sándor betyár (* 1813)
- 1879 – Bocskay Tóbiás minorita rendi gimnáziumi tanár (* 1840)
- 1879 – Bónis Sámuel magyar országgyűlési képviselő (* 1810)
- 1898 – Ács Géza magyar újságíró  (* 1861)
- 1900 – Sir Arthur Seymour Sullivan angol zeneszerző (* 1842)
- 1907 – Asaph Hall amerikai csillagász (* 1829)
- 1913 – Tokugava Josinobu, az utolsó japán sógun (* 1837)
- 1916 – Jack London amerikai író (* 1876)
- 1944 – Sir Arthur Stanley Eddington angol asztrofizikus (* 1882)
- 1954 – Andrej Januarjevics Visinszkij szovjet jogász, politikus (* 1883)
- 1958 – Sándor Emma (Kodály Zoltánné) magyar zeneszerző, műfordító (* 1863)
- 1959 – Verebélÿ László az első európai okleveles villamosmérnök, egyetemi tanár, az MTA tagja, Kossuth-díjas (* 1883)
- 1963 – Aldous Huxley angol származású amerikai biológus, író, a „Szép új világ” („Brave New World”) szerzője (* 1894)
- 1963 – John Fitzgerald Kennedy az Amerikai Egyesült Államok 35. elnöke, hivatalban 1961–1963-ig (* 1917)
- 1963 – Clive Staples Lewis brit író, irodalomtörténész, teológiai író, a Narnia krónikái szerzője  (* 1898)
- 1966 – Szabó Samu Kossuth-díjas magyar színész, a Pécsi Nemzeti Színház örökös tagja (* 1903)
- 1971 – Zakariás József olimpiai bajnok magyar labdarúgó, az Aranycsapat tagja   (* 1924)
- 1972 – Ungár Imre Kossuth- és Liszt Ferenc-díjas magyar zongoraművész, pedagógus (* 1909)
- 1976 – Rupert Davies angol színész, 1960-as években forgatott BBC sorozat „Maigret felügyelője” (* 1916)
- 1980 – Mae West amerikai színésznő (* 1893)
- 1981 – Sir Hans Adolf Krebs Nobel-díjas német származású angol biokémikus (* 1900)
- 1984 – Bánhidi László magyar színész („Matula bácsi”) (* 1906)
- 1994 – Fónay Márta Jászai Mari-díjas magyar színésznő (* 1914)
- 1994 – Péli Tamás roma származású magyar festőművész, politikus  (* 1948)
- 1997 – Kardos G. György József Attila-díjas magyar író (* 1925)
- 1997 – Michael Hutchence ausztrál zenész, énekes-dalszerző (INXS) (* 1960)
- 2000 – Emil Zátopek cseh hosszútávfutó, többszörös olimpiai bajnok  (* 1922)
- 2001 – Luis Santaló spanyol-argentin matematikus (* 1911)
- 2011 – Szvetlana Joszifovna Allilujeva, Joszif Visszarionovics Sztálin lánya (* 1926)
- 2016 – Szabó Ágnes (Rogán Miklósné) magyar grafikusművész, könyvillusztrátor (* 1932)
- 2017 – F. Nagy Angéla Aranytoll díjas magyar újságíró, gasztronómiai szakíró (* 1928)

## Nemzeti ünnepek, emléknapok, világnapok
→Sablonvita:Ünnepek/11-22:
- a magyar közoktatás napja[1]
- Szent Cecília római vértanú, a zene védőszentjének emléknapja a katolikus egyházban[2]
- az albán ábécé napja (az 1908-as manasztiri kongresszus évfordulóján, melyen egységesítették az albán ábécét)[3]
- a kimcshi (kimchi) napja Dél-Koreában.[4]